# Amphiboloidea
Amphiboloidea zijn een superfamilie van op het land levende slakken.

## Taxonomie
De superfamilie bestaat uit de volgende families:
- Amphibolidae Gray, 1840
- Maningrididae Golding, Ponder & Byrne, 2007[3]

### Synoniemen
- Ampullaceridae Troschel, 1845 => Amphibolinae Gray, 1840
- Phallomedusidae Golding, Ponder & Byrne, 2007 => Phallomedusinae Golding, Ponder & Byrne, 2007
- Salinatoridae Starobogatov, 1970 => Salinatorinae Starobogatov, 1970